# Eurylabus indolarvatus
Eurylabus indolarvatus là một loài tò vò trong họ Ichneumonidae.